# Agrypon elongatum
Agrypon elongatum là một loài tò vò trong họ Ichneumonidae.